# Hrčava
Hrčava (deutsch Hertschawa, polnisch Herczawa) ist die zweitöstlichste Gemeinde (nach der Nachbargemeinde Bukovec) Tschechiens. Sie liegt zehn Kilometer nordöstlich von Čadca im Jablunkauer Bergland und gehört zum Okres Frýdek-Místek.

## Geographie
Hrčava befindet sich am Südosthang des 839 m hohen Gírová am Dreiländereck Tschechien/Slowakei/Polen. Das oberhalb des Čierňanka-Tales befindliche Dorf ist die östlichste Gemeinde Tschechiens, der östlichste Punkt des Landes liegt jedoch auf den Fluren von Bukovec. Die einzige Straßenverbindung führt vom Jablunkapass südlich des Gírová nach Hrčava. Sämtliche umliegenden Dörfer, die 3 – 4 Kilometer entfernt liegen, sind wegen der schlechten Verkehrsanbindung des Ortes nur über Umwege von 15 bis 45 km per Straße zu befahren. Zum polnischen Dorf Jaworzynka besteht ein Grenzübergang für Wanderer.

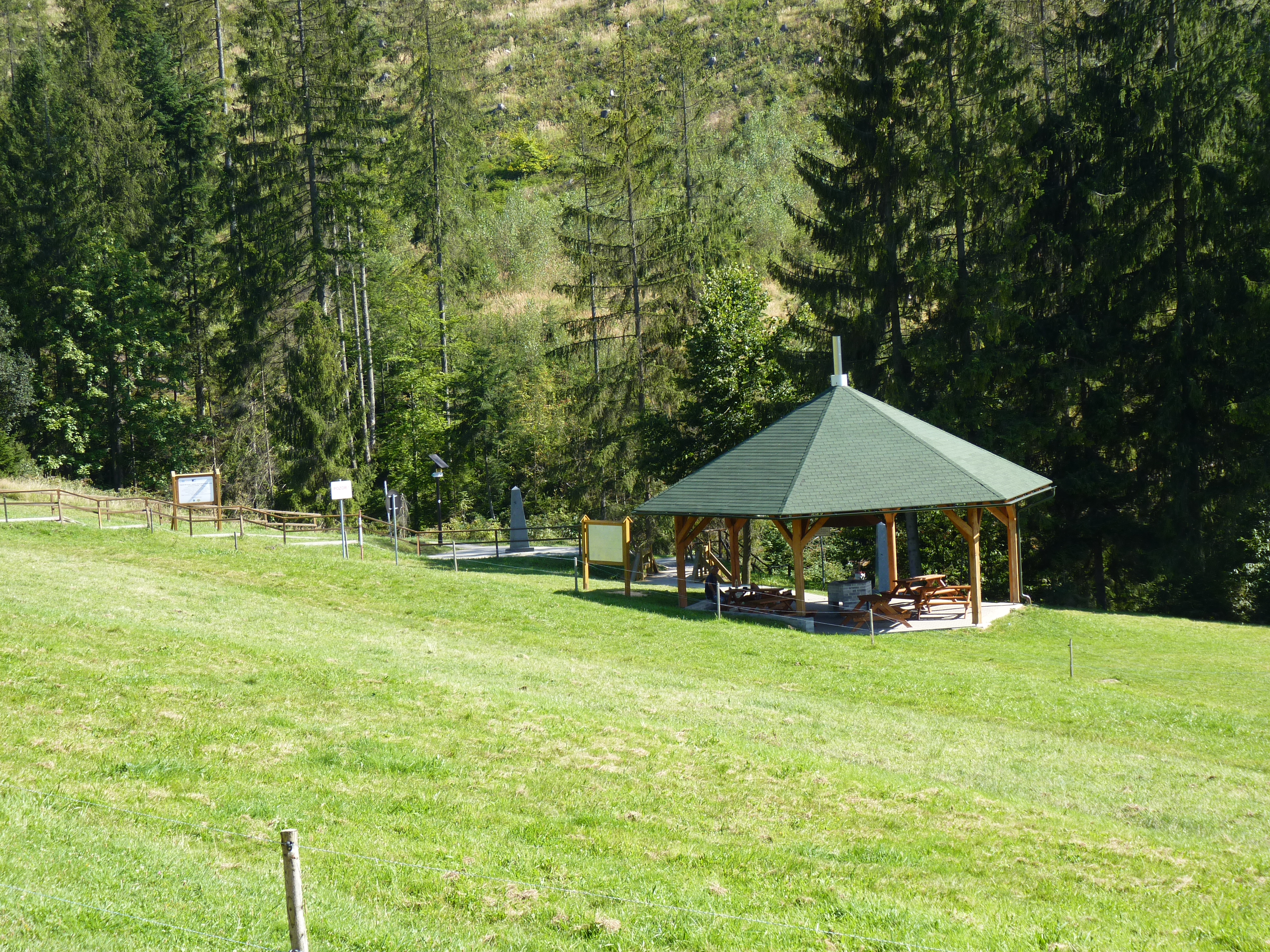
Dreiländereck CZ/PL/SK

Nachbarorte sind Komorovský Grúň und Bukovec im Norden, Jaworzynka im Nordosten, Skalité im Südosten, Čierne im Süden sowie Mosty u Jablunkova im Westen.

## Geschichte
Das Dorf in den Bergen der Beskiden gehörte ursprünglich zu Jaworzynka und ist erst in jüngerer Zeit an der Stelle ehemaliger Schanzen entstanden.
Nach dem Zerfall der k.u.k. Monarchie wurde das Olsagebiet mit Hrčava strittig zwischen Tschechoslowakei und Polen. Während des Polnisch-Tschechoslowakischen Grenzkrieges gehörte der Ort zu den von beiden Seiten beanspruchten Gebieten und wurde im Juni 1921 vorläufig der Tschechoslowakei zugesprochen und dadurch von Jaworzynka losgelöst und zu einer selbstständigen Siedlung erklärt. Mit der Vermessung und Eintragung in die Grundbücher wurde der Grenzverlauf am 22. Juni 1922 fixiert und die Grenzen im Teschener Land am 20. Juni 1924 für verbindlich erklärt. Die Bevölkerung von Hrčava hatte die Einverleibung in die Tschechoslowakei forciert, weil sich die nächstgelegene Bahnstation im slowakischen Čierne befand und durch die neue Grenzziehung ungestört erreichbar wurde. Am 6. Oktober 1927 wurde Hrčava schließlich zur Gemeinde erklärt.
Infolge des Münchner Abkommens wurde Hrčava am 1. Oktober 1938 polnisch besetzt. In den Folgemonaten flohen 45 Einwohner aus dem Ort in die verbliebenen Teile der Tschechoslowakei. Am 1. September 1939 wechselten die Besetzer und Hertschawa wurde dem deutschen Landkreis Teschen einverleibt. Bei einer Volkszählung Ende 1939 wurden in Hertschawa 261 Einwohner festgestellt, von denen sich 99,6 % (260 Personen) zur schlesischen Volkszugehörigkeit meldeten, 1 Person gab die polnische Volkszugehörigkeit an.
Nach dem Ende des Zweiten Weltkrieges kam das Dorf an die Tschechoslowakei zurück.

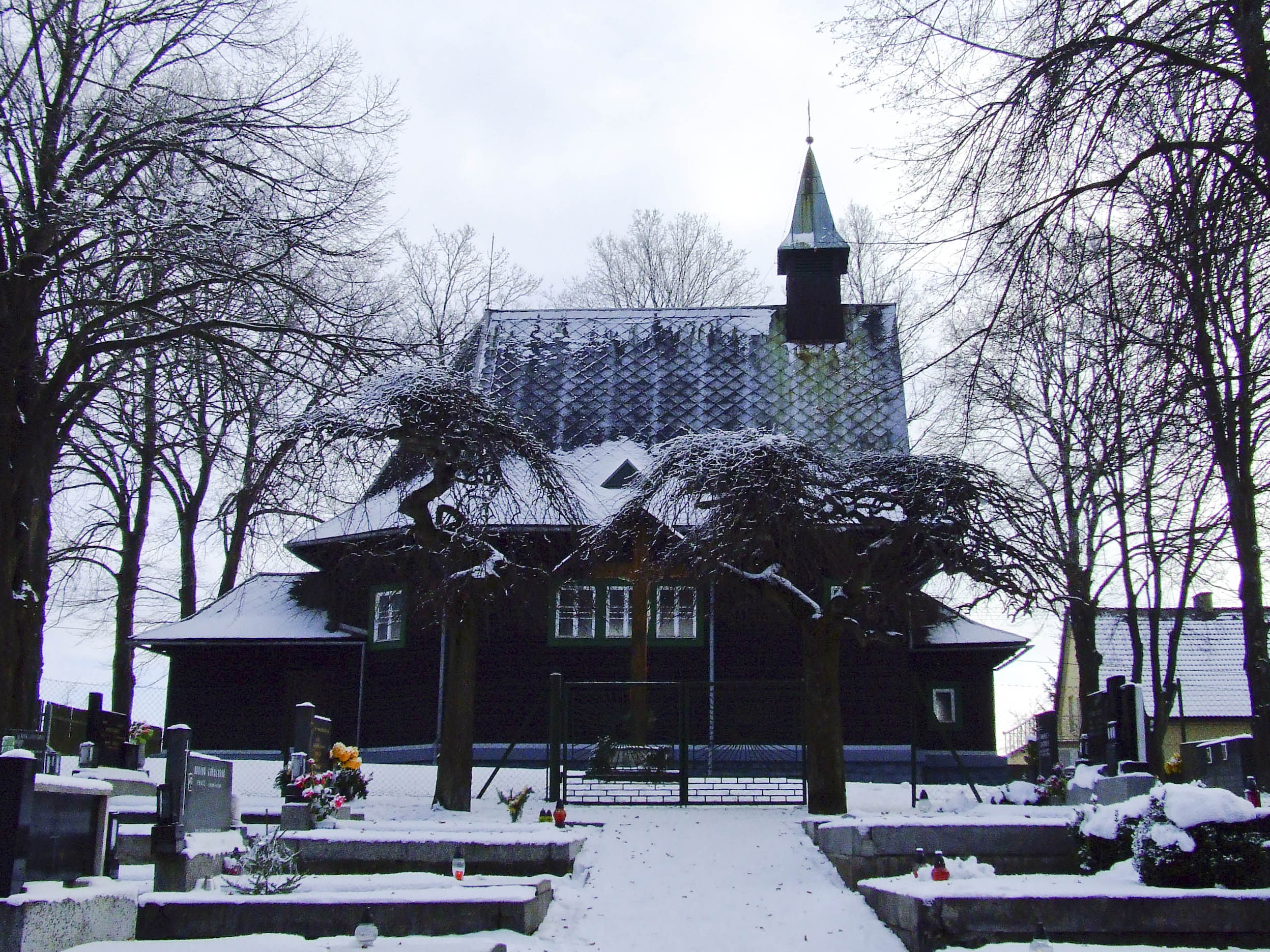
Holzkirche in Hrčava

Nach der Teilung der Tschechoslowakei entstand 1993 auf dem Jablunkapass an der Grenze zur Slowakei eine Zollabfertigung. Da auf dem Pass auch die einzige Ortszufahrt abzweigt, war Hrčava bis zur Einweihung der Umgehungsstraße von Mosty u Jablunkova und damit der neuen Zollabfertigung am 24. Oktober 1997 das einzige Dorf in Tschechien, das nur über den Zollraum erreichbar war.

## Sehenswürdigkeiten
- Holzkirche des Hl. Kyrill und Method, errichtet 1936
- Dreiländereck, knapp anderthalb Kilometer südöstlich des Dorfes
- Berg Gírová